# Dieu existe, son nom est Petrunya
Pour plus de détails, voir Fiche technique et Distribution.

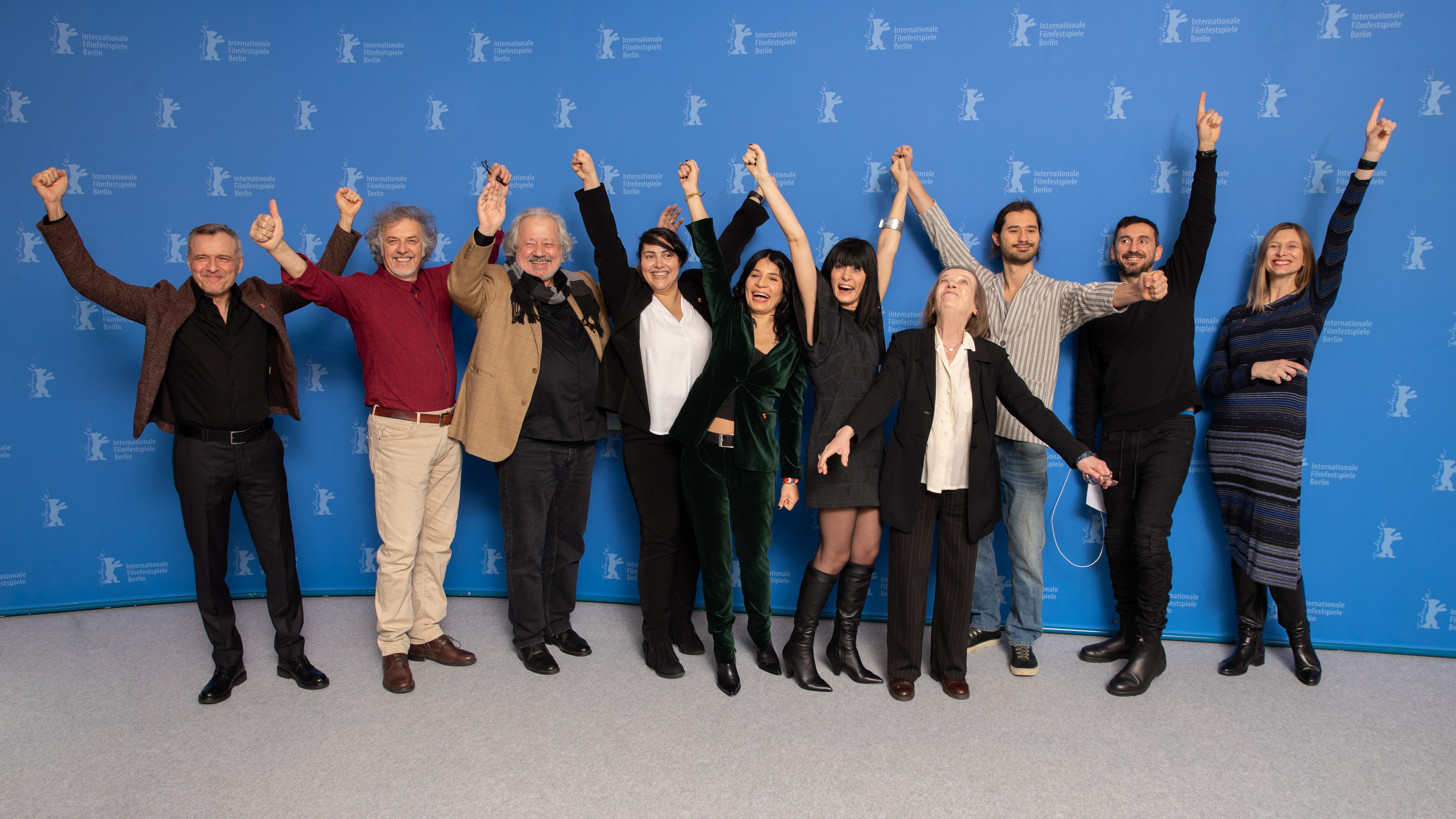
casting du film "Dieu existe, son nom est Petrunya"

Dieu existe, son nom est Petrunya (Господ постои, името ѝ е Петрунија, Gospod postoi, imeto ì e Petrunija) est un film dramatique macédonien, réalisé par Teona Strugar Mitevska et sorti en 2019. Il est inspiré d'un incident qui s'est produit en 2014, lorsqu'une femme, s'étant emparé de la croix dans des circonstances similaires, avait finalement dû quitter le pays en raison du scandale.

## Synopsis
Chaque année, lors de l'Épiphanie se déroule dans la ville de Štip, en Macédoine du Nord, une fête au cours de laquelle une croix est lancée dans la rivière. Les hommes s'affrontent pour remonter la croix qui leur assurera bonheur pour l'année.
Petrunya, jeune femme de 32 ans au chômage qui revient d'un entretien d'embauche infructueux et humiliant, passe par hasard près de la rivière au moment de la cérémonie. Elle se jette à l'eau et saisit la croix. Un des hommes présents la lui prend des mains, mais le pope lui enjoint de la lui rendre, et elle parvient à la récupérer.
Petrunya rentre chez elle avec la croix. L'incident fait scandale, car selon la tradition seuls les hommes peuvent participer à ce rituel. Une journaliste de la télévision arrive bientôt sur les lieux pour en rendre compte. Le père de Petrunya la soutient, par contre sa mère est dans un premier temps scandalisée par le comportement « impie » de sa fille. La police emmène Petrunya au commissariat pour l'interroger et la convaincre de rendre la croix, mais celle-ci refuse.
Le pope arrive et essaie lui aussi de convaincre Petrunya de rendre la croix. Les jeunes hommes ayant participé au rituel le matin même se rassemblent devant le commissariat, ils se montrent agressifs et méprisants envers Petrunya, et l'empêchent de quitter le commissariat. L'un d'eux arrive à pénétrer dans le commissariat, et se retrouve arrêté par la police.
Lorsque Petrunya peut enfin quitter le commissariat, elle rend la croix au pope, lui disant qu'elle n'en a plus besoin.

## Fiche technique
Sauf indication contraire, les informations mentionnées dans cette section peuvent être confirmées par la base de données cinématographiques IMDb,  présente dans la section « Liens externes ».
- Titre : Dieu existe, son nom est Petrunja
- Titre original : Господ постои, името ѝ е Петрунија (Gospod postoi, imeto i' e Petrunija)
- Titre international : God Exists, Her Name Is Petrunija
- Réalisation : Teona Strugar Mitevska
- Scénario : Teona Strugar Mitevska, Elma Tataragic
- Casting : Kirijana Nikoloska
- Direction artistique : Zeljka Buric
- Costumes : Monika Lorber
- Photographie : Virginie Saint-Martin
- Montage : Marie-Hélène Dozo
- Production : Sébastien Delloye, Marie Dubas, Zdenka Gold, Danijel Hocevar, Elie Meirovitz, Labina Mitevska
- Sociétés de production : Deuxième Ligne Films, Entre Chien et Loup, Sister and Brother Mitevski, Spiritus Movens, Vertigo
- Sociétés de distribution : Moving Turtle, Trigon-film
- Pays d'origine :  Macédoine du Nord,  Belgique,  France,  Croatie,  Slovénie
- Langue : Macédonien
- Format : Couleurs - 2,35:1 - DTS / Dolby Digital - 35 mm
- Genre : Drame
- Durée : 100 minutes (1 h 40)
- Dates de sortie en salles :
  -  Allemagne : 10 février 2019 (Berlinale 2019)
  -  France : 1er mai 2019

## Distribution
- Zorica Nuševa : Petrunya
- Labina Mitevska : Slavica, la journaliste
- Stefan Vujisic : l'officier Darko
- Suad Begovski : le prêtre
- Simeon Moni Damevski : l'inspecteur-chef Milan
- Violeta Sapkovska : Vaska, la mère de Petrunya
- Petar Mircevski : Stoyan
- Andrijana Kolevska : Blagica
- Nikola Kumev : l'officier Vasko
- Bajrush Mjaku : le procureur
- Xhevdet Jashari : Boykan, le cameraman
- Vladimir Tuliev : Stefan, le barman

## Sortie

### Accueil critique
En France, le site Allociné recense une moyenne des critiques presse de 3,3/5.

## Distinctions

### Récompenses
- Berlinale 2019 : Prix du jury œcuménique de la Berlinale[3].
- Prix Lux 2019 : lauréat 2019[4]

### Sélection
- Festival GoEast 2019 : sélection en compétition.

## Autour du film
Dans une interview, la réalisatrice explique qu'elle avait contacté l'église de Štip avant le tournage du film. Le responsable de cette église a refusé toute collaboration, en ajoutant que « Dieu existe, et c'est un homme. Il s'appelle Jésus ». Elle ajoute que depuis, une femme a à nouveau sauté dans l'eau et récupéré la croix, et qu'elle a cette fois pu la garder sans que cela pose problème.